# Pom Phet

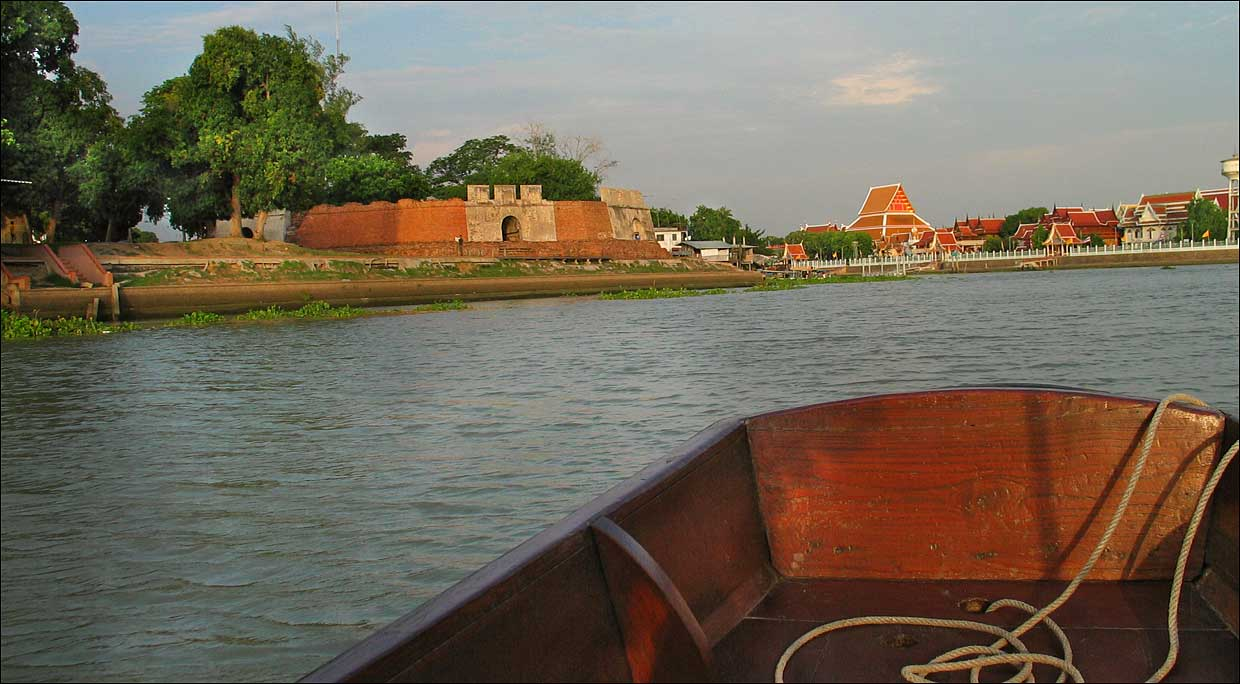
Pom Phet visto desde el río Chao Phraya.

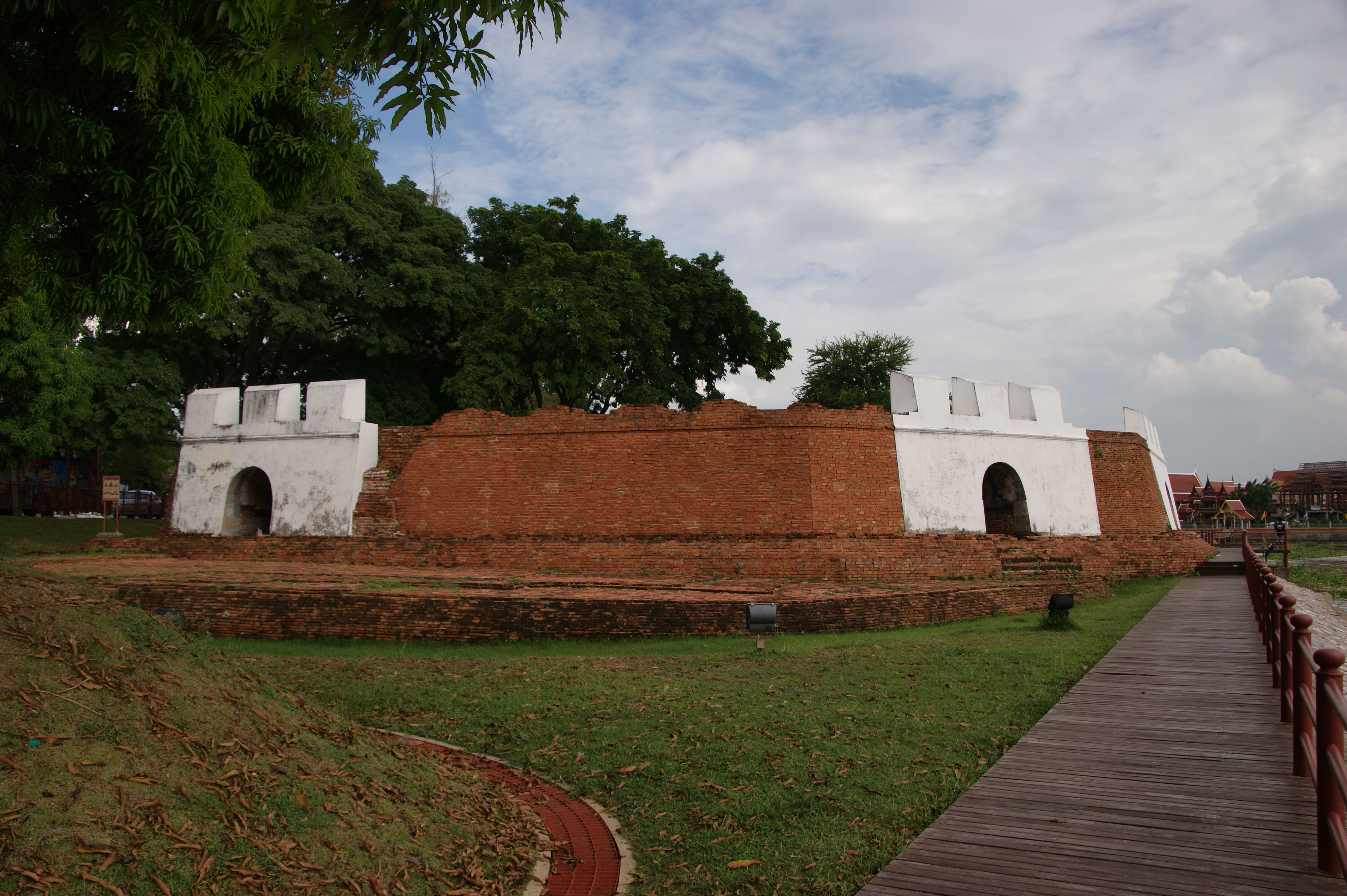
El fuerte por fuera.

Pom Phet (en tailandés, ป้อมเพชร) es una fortaleza histórica situada junto a las murallas de la ciudad de Ayutthaya, en la provincia de Phra Nakhon Si Ayutthaya, Tailandia. La fortaleza es una de las dos únicas de su tipo que aún sobreviven de las 29 que protegían la ciudad en el pasado. 
El fuerte fue construido durante el reinado del rey Maha Chakkraphat en el período medio de Ayutthaya, después de la primera gran guerra entre Ayutthaya y Birmania (Guerra Birmano-Siamesa de 1547-1549). Pom Phet es considerado el fuerte más resistente e importante del antiguo complejo defensivo de la ciudad, de ahí su nombre "Pom Phet" (literalmente: "fuerte de diamante"). Está ubicado en el punto donde el río Pa Sak se une con los ríos Chao Phraya y Lop Buri (actualmente el río Chao Phraya), en un área conocida como Bang Kaja (บางกะจะ).
Fue hecho de ladrillo y laterita, construido con un grosor de 14 m (45.9 pies), con un marcador de límite de 6.50 m (21.3 pies) de altura y 8 aberturas para cañones.
En el período de Ayutthaya, el área alrededor del fuerte incluía un importante centro de comercio donde residían personas de diferentes nacionalidades. Una de las personas que vivió en este lugar fue Thongdi, un noble de etnia mon que fue el padre del rey Rama I, el cual fundaria posteriormente el Reino de Rattanakosin y sería el primer monarca de la dinastía Chakri.
La ubicación del fuerte ha sido renovada y convertida en un parque público frente al agua. El sitio se encuentra en la parte sureste de la isla de Ayutthaya, cerca de Wat Phanan Choeng, en la orilla opuesta del río Chao Phraya. Se considera uno de los sitios arqueológicos más importantes y es una atracción histórica de la zona.
Además, el rey Rama VI otorgó el apellido 'Na Pombejra' a un noble cuyos antepasados se establecieron en Pom Phet. Él fue el origen de la familia Na Pombejra. Entre los miembros de la familia que son figuras públicas se incluyen Poonsuk Banomyong (de soltera Na Pombejra), esposa del fallecido estadista y primer ministro tailandés Pridi Banomyong, y Potjaman Na Pombejra, la exesposa del ex primer ministro tailandés Thaksin Shinawatra.